# Pekárka
Pekárka je přírodní památka v Ivančicích v okrese Brno-venkov, na katastru Alexovic. Poprvé byla vyhlášena v roce 1946, nově byla vyhlášena Nařízením Jihomoravského kraje.
Důvodem ochrany jsou skalní a travobylinná společenstva s roztroušenými dřevinami na slepencových svazích s výskytem evropsky chráněného hvozdíku moravského (Dianthus moravicus) a dalších chráněných a vzácných druhů rostlin a živočichů.